# Go Yo-han
Go Yo-han (10 de março de 1988) é um futebolista sul-coreano que joga pelo FC Seoul.

## Carreira
Foi convocado para defender a Seleção Sul-Coreana de Futebol na Copa do Mundo de 2018.